# Émile Georges Weiss
Pour les articles homonymes, voir Weiss.
Émile Georges Weiss, dit Géo Weiss, né à Strasbourg le 20 janvier 1861 et mort le 22 juillet 1929 à Barbizon, est un peintre français.

## Biographie
Géo Weiss peint essentiellement des scènes de genre, mais aussi des portraits, des paysages et des natures mortes. Il est l'élève de Léon Bonnat et d'Antoine Grison. Il fait ses débuts au Salon de Paris en 1880, et il expose régulièrement au Salon des artistes français. Il est un des fondateurs du Salon d'automne dont il devient le trésorier. Certains de ses tableaux sont inspirés d'Ernest Meissonier et son travail est proche de la tradition de certains peintres suisses ou alsaciens, comme Gustave Brion.
Membre de la Ligue des patriotes, il a collaboré à l'organe officiel de celle-ci, le Drapeau.
En 1910, il épouse à Paris Jane Nérée-Gautier.

## Collections publiques
- Musée des beaux-arts de Dijon
  - Le Portrait du père de l'artiste
  - Un philosophe
- Musée de Dinan :
  - Rue du Jerzual

- Musée des beaux-arts de Nantes :
  - À mon côté
  - Premier froid
  - Entre deux feux
  - Amateur d'antiquités
  - La Correction
  - L'Autodafé
  - Le Concert
  - Le Péché mignon
  - Musique de chambre
- Musée d'art moderne et contemporain de Strasbourg
  - Le Forgeron Louis XVI
  - La Sieste

## Œuvres exposées au Salon d'automne
- 1903 : Couturière; La mare aux fées; Une paysanne du Pouldu
- 1905 : Intérieur
- 1906 : Étude
- 1907 : Au pré; Chaumière à Veules-les-Roses
- 1908 : Chaumières à Veules; Le Duys à Condé
- 1909 : Chaumière à Veules-les-Roses; La Seine (près Porte-Joie); La petite plage à Veules
- 1912 : Nature morte (fleurs); Le Moulin Drap (au Pin); Le Moulin du Pin (Indre)
- 1913 : Le Pont de Treignac; Le Bornage de Montigny
- 1919 : Le Pont de Trégniac; Les Bords du Loing
- 1920 : Lever de lune (Montigny-sur-Loing); Le Soir (forêt de Fontainebleau)
- 1921 : La Mare aux fées (Fontainebleau); Coin de forêt (Fontainebleau)
- 1922 : Le Coteau de Montigny; Un Coin de jardin
- 1923 : Forêt de Fontainebleau; Les Roches rouges
- 1924 : Le Matin (forêt de Fontainebleau); Au jardin
- 1925 : Un Coin de jardin; Un Chemin à Armeau
- 1926 : Un Coin de forêt à Barbizon; L'Yonne à Armeau
- 1927 : Sous-bois; Sur le plateau du Long-Rocher; Le Petit bois; Val des Bateaux (Sainte-Honorine-sur-Mer)
- 1928 : Les Bouleaux (Marlotte)
- 1929 : Exposition rétrospective d’œuvres de Géo Weiss

## Galerie

Œuvres de Géo Weiss
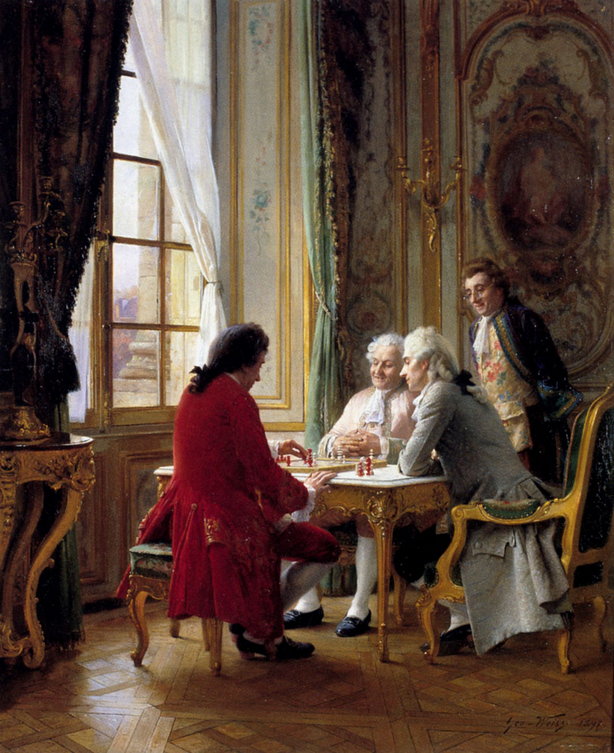
Le Jeu d'échecs (1897)
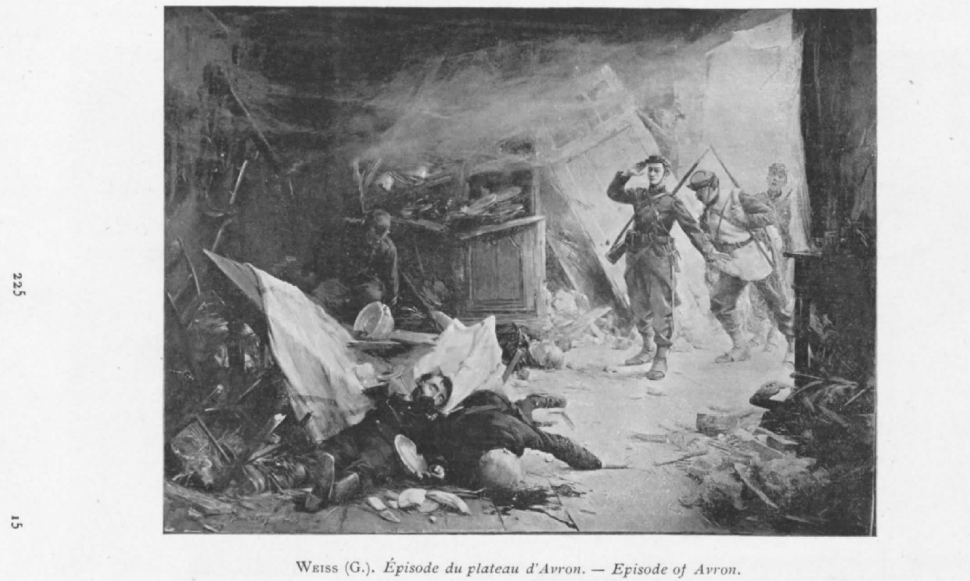
Épisode du plateau d'Avron (catalogue illustré du Salon de 1899]